# باز (منصة تواصل اجتماعي)
باز (بالإنجليزية: Baaz) منصةُ تواصلٍ اجتماعي سابقة، كانت أول منصة تواصل اجتماعي عالمية عربية. تأسست باز على يد مجموعةٍ من الشباب العرب، وكان يقع مقرها الرئيسي في سان فرانسيسكو بالولايات المتحدة، ومع عدة مكاتب إقليمية في الوطن العربي، منها الأردن وتونس. انطلقت المنصة في ديسمبر (كانون الأول) 2016، وعرّفت المنصة نفسها عبر موقعها الرسمي بأنها «من العرب إلى العرب»، وكانت مُتاحةٌ للتحميل عبر جوجل بلاي وآب ستور وهواوي آب جالري. اعتمدت المنصة تقنيات التشفير التي تتوافق مع النظام الأوروبي العام لحماية البيانات (GDPR) وقانون كاليفورنيا لحماية خصوصية المستهلك (CCPA).
أغلقت المنصة في 30 حزيران 2024، بسبب قلة المستخدمين.

## التسمية
تُشير المصادر إلى أنَّ اسم المنصة مُشتق من طائر الباز، وهو طائرٌ جارحٌ طويل الذيل وحاد البصر، يصطادُ بالانقضاض على الفريسة بسرعةٍ كبيرةٍ من مكان مرتفع ومخفي. وذلك بأنَّ «منصة باز توفر للمستخدمين هذه القدرة في استخدام وسائل التواصل الاجتماعي مما يسمح لهم بتصفح المواضيع والأخبار المتداولة بوضوح بعد إزالة الشوائب منها من أخبارٍ مُفبركة وإعلانات ومحتوى مضلل».

## موسم الهجرة إلى باز
انطلقت في مايو (أيار) 2021 حملةٌ تحت شعار «موسم الهجرة إلى باز»، حيث بدأ عدد من مستخدمي مواقع التواصل الاجتماعي بإنشاء حساباتٍ على المنصة؛ وتذكر المصادر أنَّ ذلك «هربًا من رقابة المنصات العالمية وتحيزها التي استهدفت أخيرًا حسابات ومنشورات ناشطين وصحافيين فلسطينيين يكشفون جرائم الاحتلال الإسرائيلي». طالبَ المستخدمون بدعم المنصة لتطويرها وتحديثها، لتُصبح قادرةً على المنافسة وإيصال الصوت العربي وقضاياه بعيدًا عن وسائل الإعلام الغربية.
شارك في الحملة عددٌ من الشخصيات المعروفة، ومنهم منى الكرد، وحفيظ دراجي الذي نشر «أحبتي الكرام، بعد حملة فيسبوك وإنستغرام في محاربة المحتوى الفلسطيني بدعوى أنه ينتهك سياساتهم، أدعوكم لمتابعتي على حسابي الجديد في تطبيق باز، تطبيق عربي متميز يتيح لنا النشر بكل حرية، وبدون قيود بنفس الخصائص والمميزات التي تتوفر في فيسبوك».
خلال الانقطاع الذي شهدته شبكة التواصل الاجتماعي الأمريكية فيسبوك والشركات التابعة لها في 4 أكتوبر (تشرين الأول) 2021، حيث أصبحت عالميًا غير متاح لأكثر من ست ساعات، شارك عددٌ من المستخدمين روابط لصفحاتهم على منصة باز، والتي لم تتعرض لنفس المشكلة، كما حثّ بعضهم البعض على إنشاء حساباتٍ لهم على المنصة، وحسب المصادر ذلك «هربًا من رقابة المنصات العالمية وتحيزها. كما يطالب كثيرون بدعمها ليتاح لمصمميها تطويرها وتحديثها، لتكون قادرة على المنافسة وإيصال الصوت العربي وقضاياه بوضوح، بعيدًا من نفوذ اللوبي الصهيوني في وسائل الإعلام الغربية وشركات التكنولوجيا».

## الإغلاق
أعلنت المنصة أنها ستتوقف عن العمل في 30 حزيران/يونيو 2024، حيث أًرسلت رسالة لكل المستخدمين: